# 経田漁港
経田漁港（きょうでんぎょこう）は、富山県魚津市経田地域にある第2種漁港である。

## 概要
経田地域は、古代（6～8世紀頃）より海の入り江があり、藩政時代から漁業が盛んになり、漁港、海水浴場があった。昭和には遠洋漁業が盛んであり、昭和後期に現在のような大規模な設備を持った漁港となった。
古代の民話『錨の溝』の舞台でもある。

## 沿革
- 1933年 - 船溜まりが着工[1]。漁船は赤川の河口を利用していた[3]。予算は農林省助成金3.2万余円、経田村負担約1.1万円[1]。
- 1935年 - 北防波堤、荷上場を備えた船溜まりが竣工（正式な竣工は1939年）[1][4]。なお、この時点では水深が浅く、冬季の片貝川からの流砂の流入が港の機能を低下させていたため、漁船、渡海船の入港を困難にしていた[5]。
- 1949年 - 本格的な漁港建設に着手[6]。
- 1951年7月28日 - 農林省（現・農林水産省）告示により第2種漁港に指定される[6]。
- 1954年3月13日 - 魚津市が漁港管理者に指定される[6]。
- 1960年2月 - 北側防波堤の突端に灯台完成[7]。
- 1966年 - 漁港の施設が整った[3]。
- 1973年4月 - 現在の漁港として整備するための工事を開始。結果、県下でも有数な現在の漁港となった[8]。
- 1978年11月 - 小型船舶泊地建設工事に着手[9]。
- 1988年12月20日 - 小型繋留岸壁完成[10]。
- 1996年3月 - ボートヤード完成[8]